# Stupor mundi
Stupor mundi (stupor, -is in mundus, -i = »čudež sveta«) je latinski izraz, ki izhaja iz rimskega vojaškega besedoslovja.

## Zgodovina
V starem Rimu je bil izraz Stupor Mundi povezan z večjimi vojaškimi dogodki ali vojnimi pohodi, kot naziv, ki je posvečal veščine zmagovitih generalov, ki so vodili uspešne pohode izven meja Rimskega cesarstva. Ko se je kot zmagovalec vrnil v Rim, je bila razglašena zabava za trenutek veselja in teritorialnega ponosa, v kateri se je general zmagoslavno ponesel z neštetimi prizori veseljačenja po glavnih mestnih ulicah. Na koncu je prejel odliko večjih funkcionarjev tistega časa (cesarjev, generalnih regentov, senatorjev).
Med najbolj znanimi stupores mundi (množina) je Gaj Julij Cezar, preden se je kot osvajalec vrnil v Rim in sprožil državljansko vojno proti Pompeju Velikemu. Izraz je izpričan tudi v srednjem veku, pripisan Frideriku II. Hohenstaufnu.